# Mésorégion de Ribeirão Preto
La région de Ribeirão Preto est l'une des 15 mésorégions de l'État de São Paulo. Elle regroupe 66 municipalités groupées en 7 microrégions.

## Données
La région compte 2 387 542 habitants pour 27 532 km2.

## Microrégions[1]
La mésorégion de Ribeirão Preto est subdivisée en 7 microrégions :
- Barretos ;
- Batatais ;
- Franca ;
- Ituverava ;
- Jaboticabal ;
- Ribeirão Preto ;
- São Joaquim da Barra.